# Волощук Микола Іванович
Волощук Микола Іванович (8 вересня 1921, с. Криве, нині  Тернопільського району Тернопільської області — 4 липня 1978, м. Львів) — український художник, поет.

## Біографія
Волощук Микола Іванович народився 8 вересня 1921 року в селі Криве Козівського району в селянській сім'ї.
Спочатку приватно навчався у художника І. Гербія. 1935—1938 студіював живопис у монастирі отців Василіян у Жовкві на Львівщині.
1939—1941 — студент факультету живопису Інституту пластичного мистецтва у Львові (педагоги Олена Кульчицька, Осип Курилас).
Після війни працював учителем сільської школи.
1948 репресований. Покарання відбував у колимських таборах (1949—1956).
Вдруге засуджений 1958 у Львові; вивезений у Мордовію.
Після звільнення 1964 працював у Львівському художньому фонді.

## Літературна творчість
Автор збірок поезій «Настрої» (1941), статей у журналі «Дзвіночок» (місто Львів), «Дукля» (Чехо-Словаччина), «Україна», перекладів з білоруських творів М. Богдановича, незакінченого роману (рукопис конфіскований), спогадів «Мій діярій» (рукопис).

### Публікації творів
- Волощук М. М.Д…; «Здається, все так просто починалось…»; Спогади і мрії; З моїм тридцятиліттям; Одна струна: [Вірші] //З облоги ночі: Зб. невільничої поезії України 30-80 р.р. — К., 1993. — С.74-78.
- Волощук М. І. Поетові; З моїм тридцятиліттям; Опівдню: [Вірші] //Тернопіль: тернопільщина літературна. Дод. № 4. — Тернопіль, 1992. — Вип.2. — Ч.1. — С.17.
- Волощук М. Сучасність; Новорічне; Живіть у віках; З моїм тридцятиліттям; Тяжкій утраті у день смерті М.Рильського: [Вірші] //Відродження. — 1991. — № 44 (23 квіт.).
- Волощук М. Тяжкій утраті; В дорозі; Одна струна: [Поезії] //Вільне життя. — 1992. — 1 трав.

## Малярська спадщина
Відомо понад 160 малярських творів Волощука, у тому числі олійні полотна, акварельні етюди, графіка.
Серед них:
- «Сибірський етюд» (1956),
- «Сільський краєвид» (1971),
- «Франків дуб», «Петро Калнишевський» (обидва — 1974).

Брав участь у художніх виставках.